# Benjamin Smith (graveur)
Pour les articles homonymes, voir Benjamin Smith et Smith.
Benjamin Smith (1754-1833) est un graveur, éditeur et marchand d'estampes britannique. Taille-doucier travaillant au pointillé et à la brosse, il est l'interprête de peintres contemporains, et produit des portraits et de grandes compositions d'inspiration religieuse d'une certaine puissance.

## Biographie
Né en 1754 à Londres, Smith étudie la gravure auprès de Francesco Bartolozzi.
Actif à partir de la fin des années 1770, il travailla pour de nombreux éditeurs londoniens d'estampes, comme John Boydell : c'est lui qui lui commanda une grande partie de la suite destinée à la Shakespeare Gallery et de l'édition illustrée de l'œuvre poétique de John Milton, publiés entre 1794 et 1797. La Shakespeare Gallery comprend des illustrations d'après George Romney, Thomas Banks et Mather Brown.
Smith interpréta également des toiles célèbres de William Hogarth, William Beechey, John Singleton Copley, Andrea Appiani, John Francis Rigaud, Benjamin West, etc.
Parmi ses nombreux élèves, on compte : William Holl l'Ancien (en), qui devint son associé, Albin R. Burt, Henry Bryan Hall, Henry Hoppner Meyer, Robert Cabbell Roffe et Thomas Uwins.
Benjamin Smith mourut en 1833 à Somers Town, après avoir travaillé jusqu'en 1828 pour la famille royale et des notables.

## Le destin tragique de son fils
L'un de ses fils, né en 1774, se prénomme également Benjamin. Entre 1801 et 1804, il travaille sur le New English Atlas du cartographe Charles Smith. Il est assez doué et très cultivé, parlant quatre langues. Entre 1810 et 1814, sans doute en mission, lui et son associé depuis 1805, le graveur Joseph Bye (né en 1779), sont faits prisonniers en Espagne puis en France durant les guerres napoléoniennes. Dès leur retour, ils ne peuvent retrouver leur clientèle londonienne et s'exilent à Édimbourg où ils sont employés à de basses besognes. Ils prennent de faux noms, James Johnson et George Williams, et entrent en clandestinité. En septembre 1817, ils sont tous deux accusés de contrefaçon par la banque Margate, comme auteurs de faux billets. Ils sont condamnés à la peine de mort par le juge de Douvres en novembre suivant, alors qu'auparavant, des dizaines de pétitions d'appel à la clémence étaient parvenus au Old Bailey, notamment venant de certains notables très en vue. Ils sont pendus le 27 novembre.

## Galerie

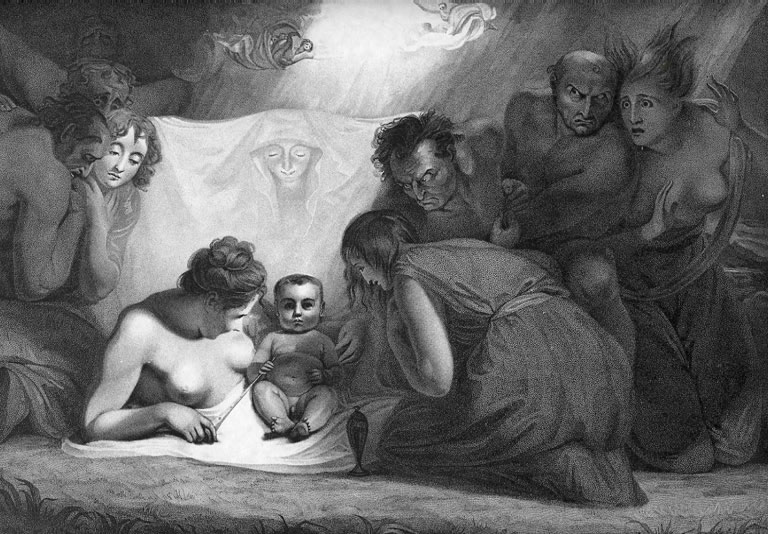
L'enfant Shakespeare touché par la nature et les passions, 1799. Bibliothèque nationale du Brésil, Musée d'art du comté de Los Angeles
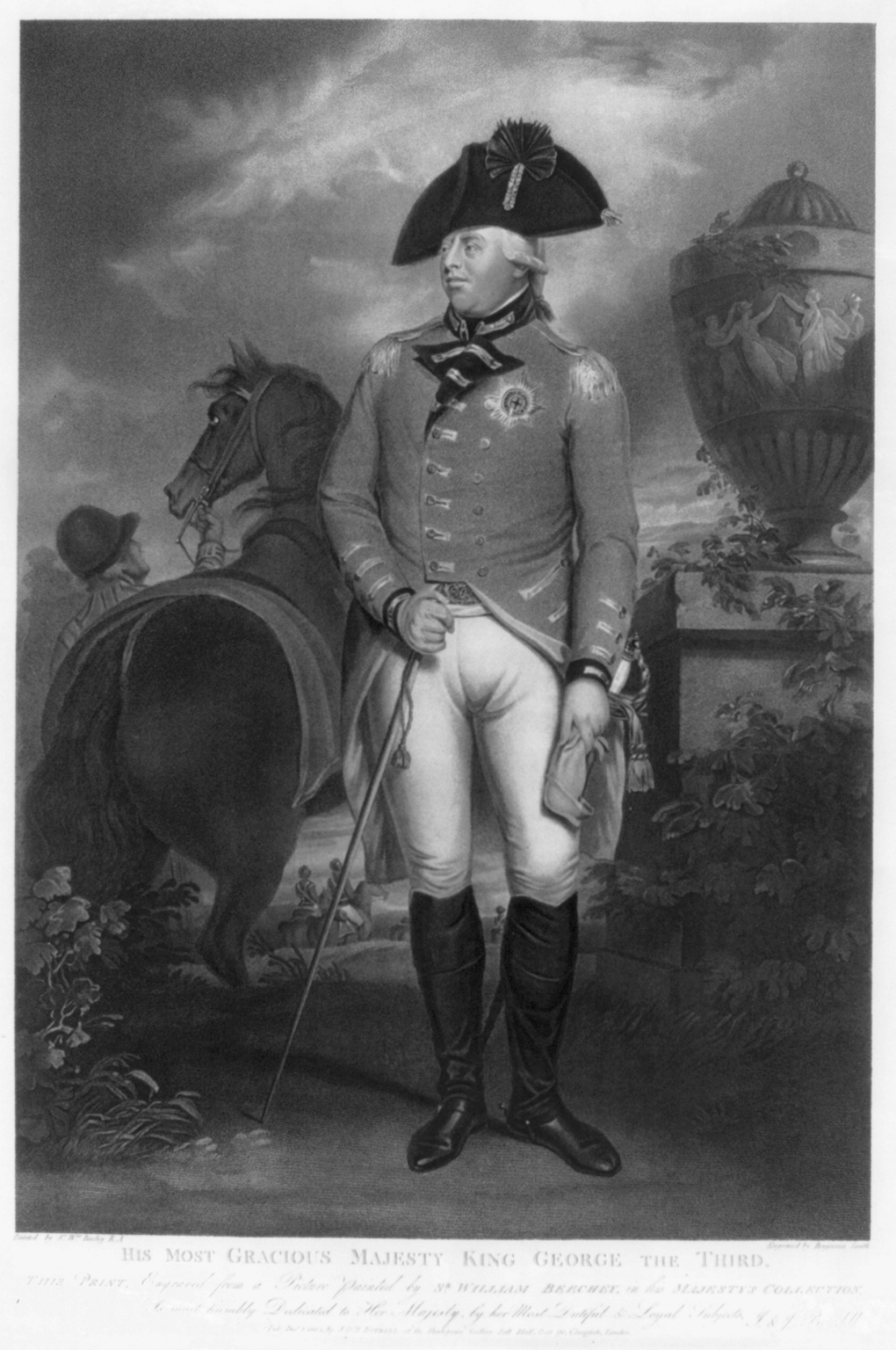
Portrait de George III d'après Beechey, Bibliothèque du Congrès
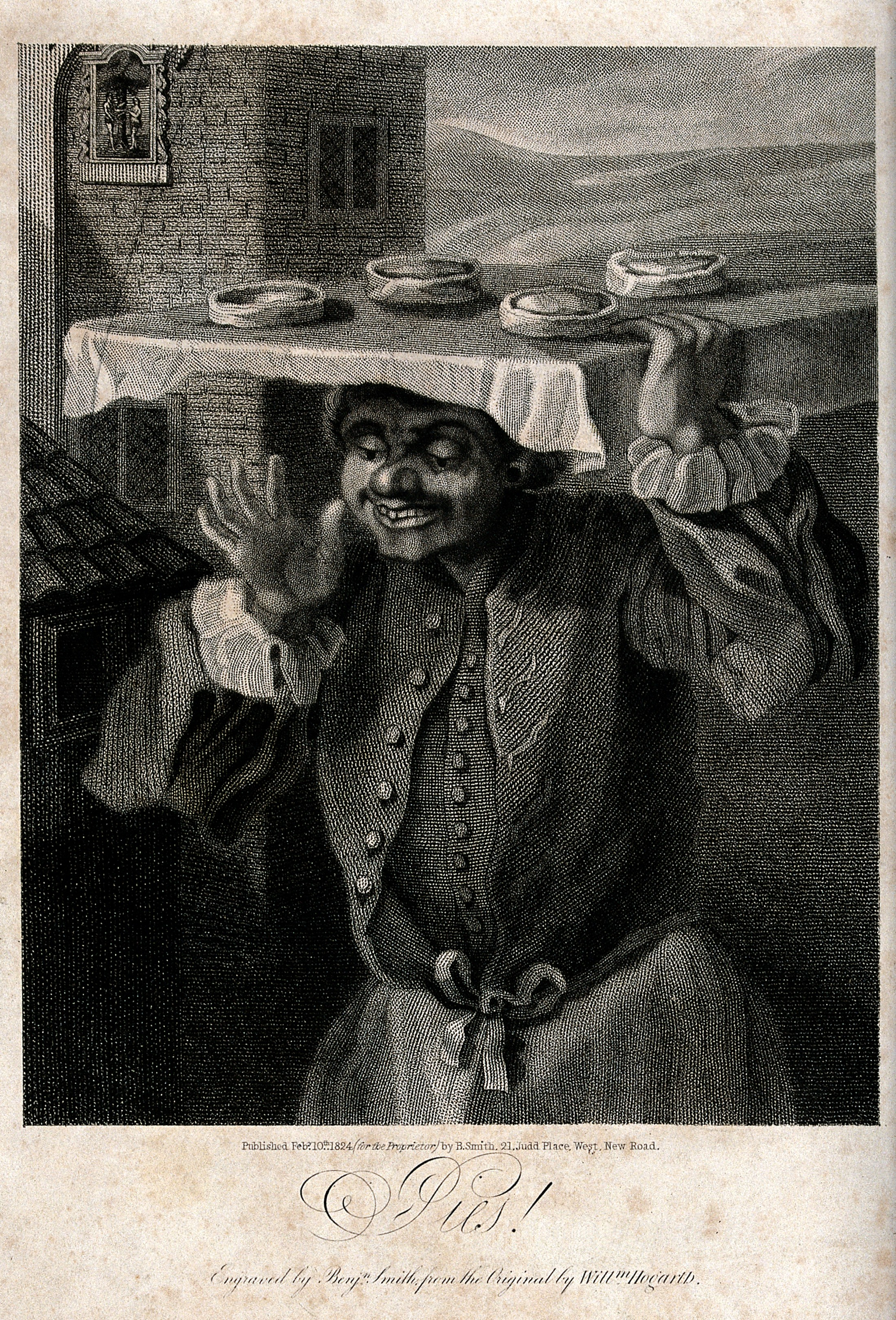
Un boulanger portant des tartes sur sa tête (1824), d'après Hogarth, Wellcome Trust
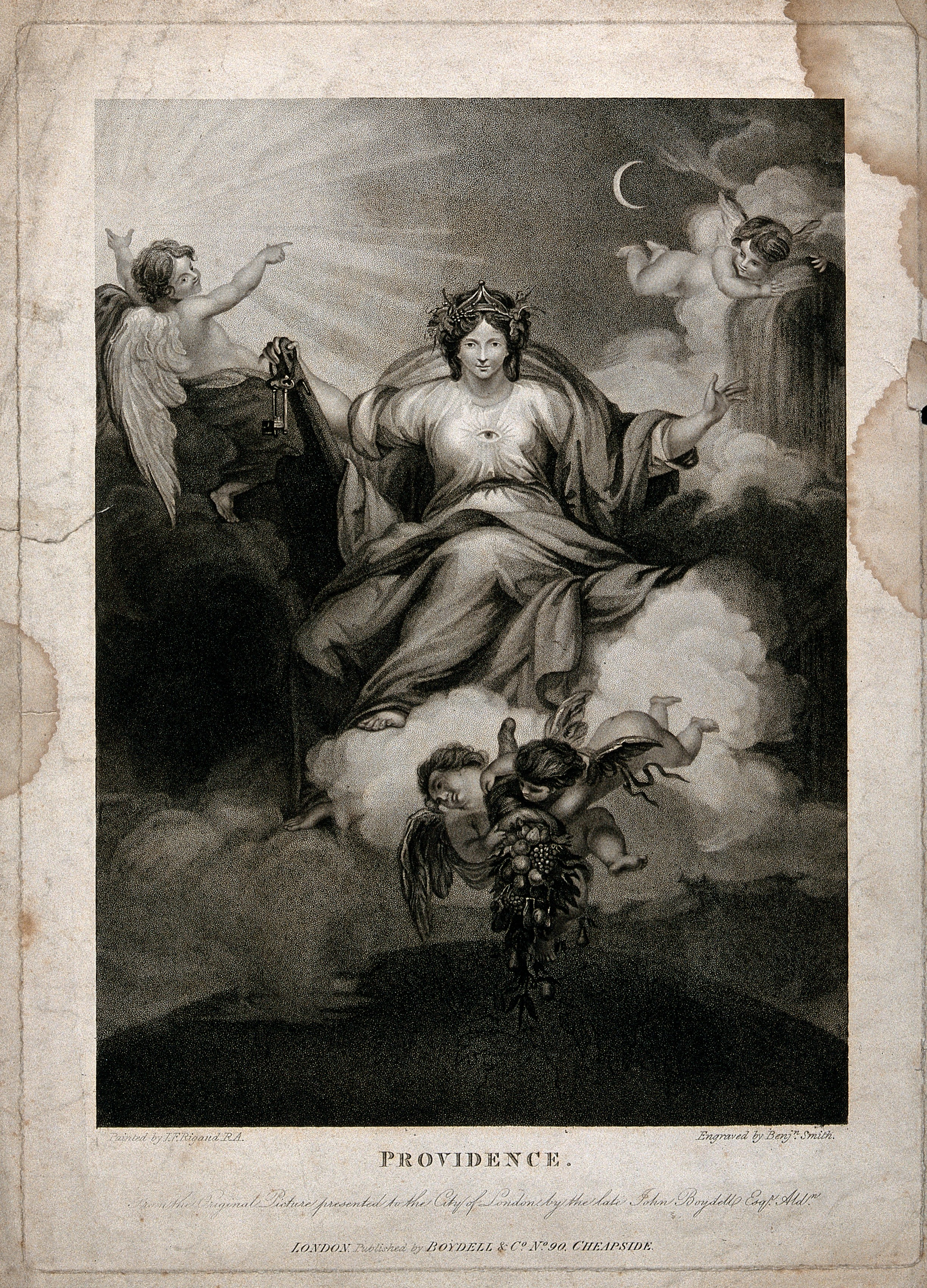
Providence, Wellcome Trust